# Grundschule Alt-Karow
Die Grundschule Alt-Karow ist eine Grundschule im Berliner Ortsteil Alt-Karow des ehemaligen Dorfkerns.

## Geschichte

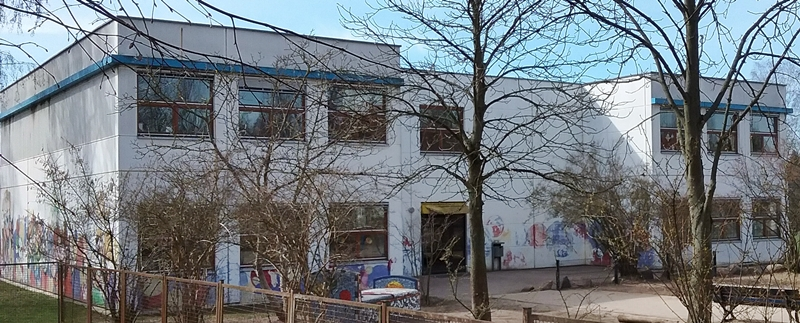
Schulergänzungsbau

Im Jahr 1881 gab es im heutigen Alt-Karow eine Schule, die 1907 durch ein zweites Stockwerk erweitert wurde. 1932 baute man in der Bahnhofstraße 32 eine neue Schule, die zwei Jahre später eröffnet wurde. 1938 wurde der zweite Gebäudeteil und die Turnhalle fertiggestellt. Die Schule war einer ersten Berliner Schulen, die am 1. Juni 1945 nach dem Zweiten Weltkrieg mit circa 1000 Schülern wieder den Unterricht aufnahm. Ende 1950er Jahre bildete man eine 10-klassige allgemeinbildende polytechnische Oberschule. 1973 erhielt die Schule den Namen Ottomar Geschke. Nach der Wende wurde aus der Polytechnischen Oberschule Ottomar Geschke eine Grundschule, die im Jahr 1995 den Namen Grundschule Alt-Karow erhielt.
In den vergangenen Jahren wurden das Schulgebäude und die Turnhalle mit erheblichem finanziellen Aufwand saniert und modernisiert. Daneben gestaltete man den Schulhof und den Sportplatz neu und errichtete einen Schulersatzbau. Zwischen 2005 und 2007 gab es weitere Umbaumaßnahmen. Das Schulgebäude bekam ein neues Dach, neue Fenster, Fluchttreppen und eine modernisierte Fassade. Die Flure bekamen außerdem einen neuen Farbanstrich.

## Schulgelände
Auf dem Schulgelände befindet sich das ursprüngliche Schulgebäude mit über 14 Klassenräumen, ein Computerraum und drei Teilungsräume. Neben dem Schulgebäude steht die modernisierte Sporthalle. Im sogenannten Containerbau, der als weißes Haus bezeichnet wird, befinden sich acht Räume für Betreuung der Kinder im offenen Ganztagsbetrieb. Neben dem Sportplatz befindet sich ein kleines Gebäude mit zwei Arbeitsräumen, das für den Werkunterricht genutzt wird. Der Flachbau, der vier Räume hat, wird für Arbeitsgemeinschaften genutzt. Im Kulturhaus ist die Essenausgabe mit Küche und Speisesaal.